# Wesley Hoedt
Wesley Hoedt (Alkmaar, Países Bajos, 6 de marzo de 1994) es un futbolista neerlandés que juega como defensa en el Al-Shabab Club de la Liga Profesional Saudí.

## Clubes
| Club                         | País           | Año       |
| ---------------------------- | -------------- | --------- |
| AZ Alkmaar                   | Países Bajos   | 2014-2015 |
| S. S. Lazio                  | Italia         | 2015-2017 |
| Southampton F. C.            | Inglaterra     | 2017-2021 |
| R. C. Celta de Vigo (cedido) | España         | 2019      |
| Royal Antwerp F. C. (cedido) | Bélgica        | 2019-2020 |
| S. S. Lazio (cedido)         | Italia         | 2020-2021 |
| R. S. C. Anderlecht          | Bélgica        | 2021-2023 |
| Watford F. C.                | Inglaterra     | 2023-2024 |
| Al-Shabab Club               | Arabia Saudita | 2024-     |